# Чукальське сільське поселення (Шемуршинський район)
Чука́льське сільське поселення (рос. Чукальское сельское поселение) — муніципальне утворення у складі Шемуршинського району Чувашії, Росія. Адміністративний центр — присілок Руські Чукали.
Станом на 2002 рік існували Чукальська сільська рада (присілки Нові Чукали, Руські Чукали) та Яблуновська сільська рада (присілок Яблуновка).

## Населення
Населення — 576 осіб (2019, 781 у 2010, 1066 у 2002).

## Склад
До складу поселення входять такі населені пункти:
| Населений пункт         | Населення, осіб (2002) | Населення, осіб (2010) |
| ----------------------- | ---------------------- | ---------------------- |
| Нові Чукали, присілок   | 590                    | 454                    |
| Руські Чукали, присілок | 319                    | 220                    |
| Яблуновка, присілок     | 157                    | 107                    |